# Hundesossen
Hundesossen ist ein Ortsteil der Stadt Schmallenberg in Nordrhein-Westfalen.

## Geografie

### Lage
Das Dorf liegt rund vier Kilometer westlich von Fleckenberg. Durch den Ort fließt die Lenne und führt die Bundesstraße 236. Die Bäche Elmecker Siepen und Stilpe fließen im Ort rechtsseitig in die Lenne. Nordöstlich von Hundesossen liegt das 1,44 ha große Landschaftsschutzgebiet Zusammenfluss von Eimecker Siepen und Burbecke. Um den Ort liegt das Landschaftsschutzgebiet Ortsrandlage Hundesossen.

### Nachbarorte
Angrenzende Orte sind Lenne, Milchenbach und Saalhausen.

## Geschichte

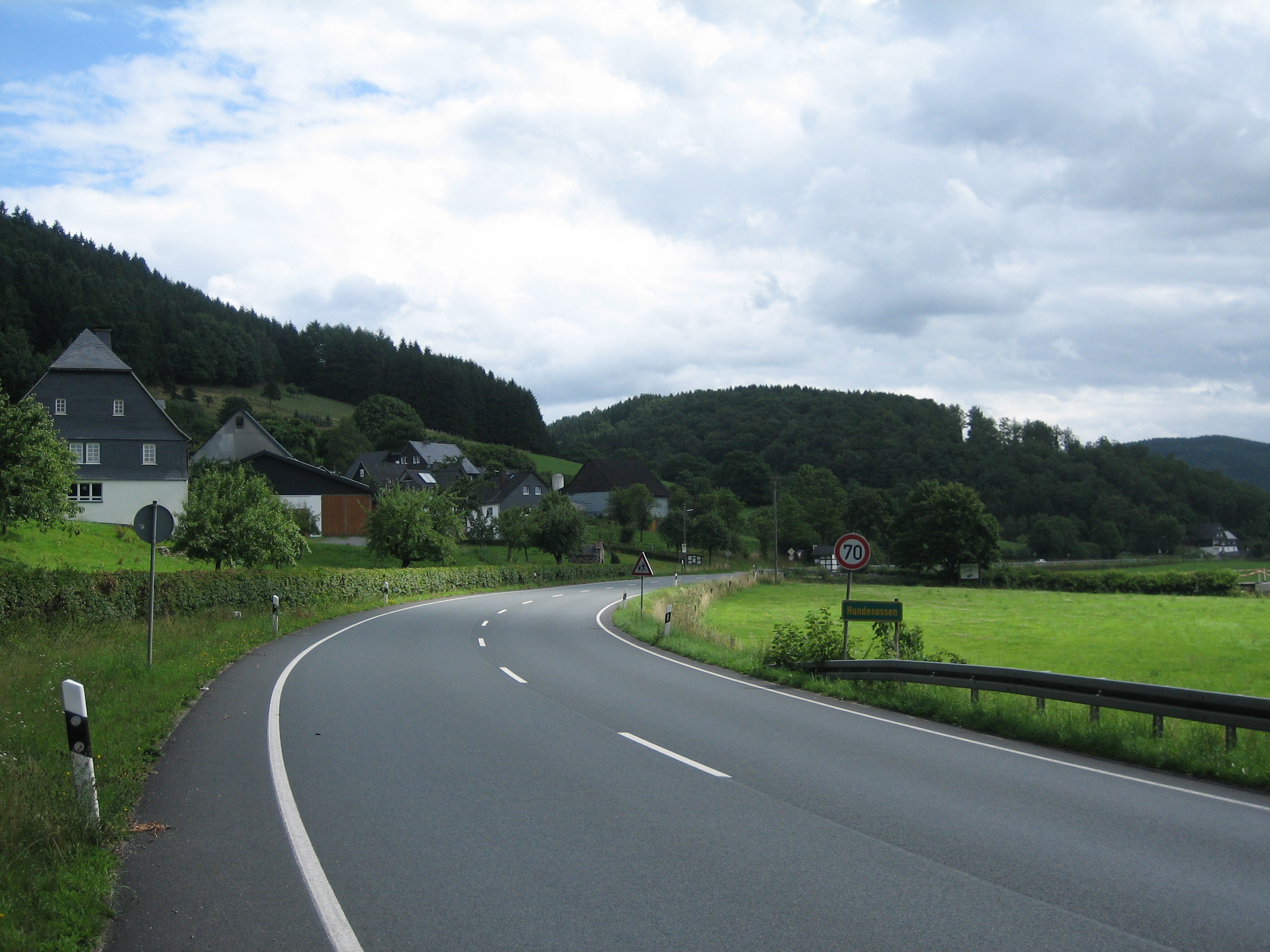
Hundesossen, B 236

Hundesossen wurde am 13. Dezember 1297 erstmals urkundlich erwähnt. Bis zum 15. Jahrhundert war Hundesossen vermutlich ein Einzelhof. Frühe Anhaltspunkte über die Größe des Ortes ergeben sich aus einem Schatzungsregister (diente der Erhebung von Steuern) für das Jahr 1543. Demnach gab es in „Hirndeßoßenn“ vier Schatzungspflichtige; die Zahl dürfte mit den damals vorhandenen Höfen bzw. Häusern übereingestimmt haben. Ende des 16. Jahrhunderts bestand Hundesossen aus vier Bauernhöfen. Im 18. Jahrhundert erhielt der Ort eine Dorfglocke (1730). Sechzig Jahre später wurde der Hundesosser Stahlhammer (1790) gebaut. 
Hundesossen gehörte bereits 1817 mit seinen 95 Einwohnern zur Gemeinde Lenne. 1904 errichteten die Einwohner eine kleine Kapelle im Ort. Im Rahmen der kommunalen Neugliederung, die am 1. Januar 1975 in Kraft trat, wurde Hundesossen der neuen Stadt Schmallenberg zugeordnet.

## Sehenswürdigkeiten

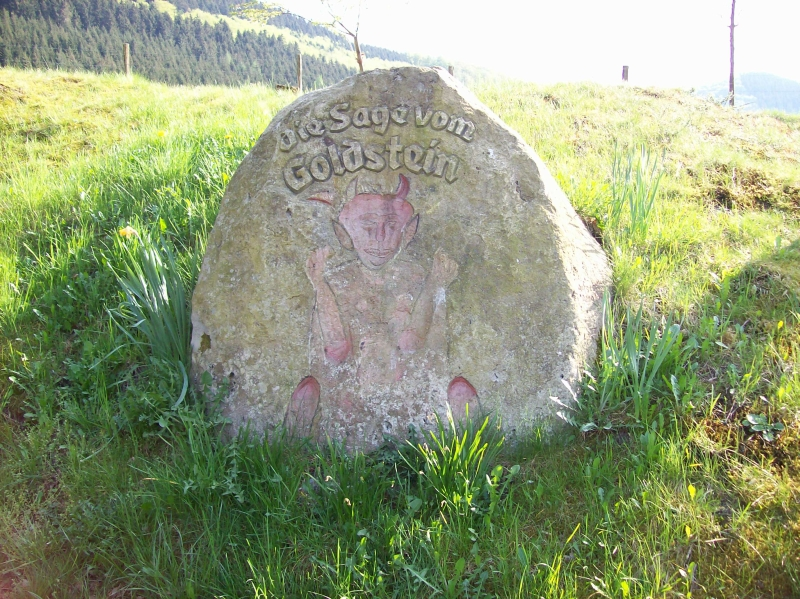
Goldstein

Am Ortsrand steht der sagenumwobene Goldstein. Im Ort selbst steht der 1997 errichtete Glockenturm mit der restaurierten Dorfglocke. Beides wurden in Eigenregie durch die Dorfbewohner erstellt.